# Project manager
Il project manager (in italiano responsabile di progetto), molto spesso indicato con l'acronimo PM, nell'organizzazione aziendale è un ruolo di gestione operativa. Tale figura è il responsabile unico dell'avvio, pianificazione, esecuzione, controllo e chiusura di un progetto facendo ricorso a tecniche e metodi di project management. All'interno dell'organizzazione aziendale tipicamente esso è supportato, e in alcune realtà fa parte, del Project Management Office (PMO).

## Descrizione
Spesso denominato in Italia come "responsabile di progetto", può essere un rappresentante del committente o un dipendente o consulente della società/organizzazione incaricata di realizzare il progetto (in diversi casi ne esiste uno per parte, ciascuno con responsabilità di progetto verso la propria parte). Il suo obiettivo essenziale è quello di raggiungere gli obiettivi di progetto, assicurando il rispetto dei costi, dei tempi e della qualità concordati e soprattutto il raggiungimento della soddisfazione del committente. A prescindere dal campo di realizzazione del progetto, un bravo project manager deve essere abile a interpretare gli obiettivi reali del progetto dal suo inizio sino alla fine, assicurandosi che la visione del committente venga realizzata secondo le sue aspettative nelle ore stabilite. Il project manager è libero di scegliere la migliore strategia per gestire il progetto. Nella fase progettuale iniziale, una volta esaminati i fattori critici di successo, potrà valutare la metodologia di project management da utilizzare. Esistono diversi modelli, quelli più usati sono: Waterfall o Agile.

### Compiti
I compiti che deve svolgere un project manager per il successo del progetto si possono dividere in due aree:
- area operativa, legata alle metodologie, agli strumenti e alle tecniche di lavoro per realizzare al meglio gli obiettivi del progetto (hard skills);
- area relazionale, concernente le dinamiche interpersonali e di comunicazione (soft skills o interpersonal skills).

Il ruolo del project manager richiede ottime competenze organizzative e metodologiche, ma non necessariamente una profonda conoscenza dei dettagli tecnici del progetto di cui è responsabile, ma deve conoscere bene il prodotto; inoltre sono necessarie per la riuscita del progetto competenze tecniche utili ad una organizzazione efficace delle risorse.
Il PM non è un "progettista": è il responsabile di progetto, ovvero la risorsa specializzata nel guidare il team di progetto, di cui possono semmai far parte anche i progettisti.
La formazione del project manager richiede, oltre che un'esperienza sul campo, anche uno studio approfondito della disciplina di project management, buone capacità di problem solving, spiccate caratteristiche di leadership, un'ottima capacità di comunicazione.
La scansione dei principali compiti del project manager prevede:
- elaborare la pianificazione e la programmazione di dettaglio,
- organizzare efficientemente ed efficacemente le risorse umane a sua disposizione,
- favorire la comunicazione e l'affiatamento del team di progetto,
- distribuire le risorse sulle attività e monitorarne lo svolgimento,
- svolgere periodicamente il processo di controllo, riportando allo steering committee lo stato di avanzamento dei lavori e le stime di conclusione, anticipando eventuali esigenze di interventi particolari o di revisioni contrattuali,
- partecipare allo steering committee e mettere in atto le decisioni,
- prendere tutte le iniziative volte a prevenire i rischi,
- mantenere i contatti con gli utenti di riferimento e gli utenti finali pianificandone il coinvolgimento nelle varie attività del progetto,
- produrre la documentazione di sua competenza e supervisionare quella prodotta dal team di progetto,
- controllare la qualità dei prodotti parziali ed assicurarsi che gli standard di qualità adottati siano rispettati,
- provvedere alla contabilizzazione delle risorse per conto della sua azienda di appartenenza (il fornitore),
- dopo la chiusura del progetto, provvedere alle attività di riepilogo,
- avere sempre un'attenzione particolare al miglioramento dei processi produttivi del progetto.

Anche in questa eventualità, il project manager ha un ruolo strategico determinante, provvedendo ad incoraggiare il team a rimanere concentrato sul perfezionamento del progetto.

## Qualificazione e Certificazione dei project manager
Come in tante altre discipline del management sono presenti sul mercato vari esami di certificazione sul Project Management. Tra le certificazioni più note vi sono quelle di organismi quali PMI, IPMA, PRINCE2, ISIPM, AICA. Tali certificazioni attestano, a seguito di un esame, il possesso di conoscenze di project management secondo i contenuti e gli standard di riferimento definiti dall’ente che le rilascia. Tali certificazioni non vanno però confuse con quelle relative alla professione del Project Manager.
In Italia, tale professione rientra tra quelle che la legge n. 4 del 2013 definisce come «non organizzate in Ordini e Collegi».
Tale legge prevede che le associazioni professionali, se iscritte in uno specifico elenco pubblicato dal MiSE (Ministero dello sviluppo economico), possano rilasciare ai propri associati una attestazione di qualità e di qualificazione dei servizi professionali.
ASSIREP è la prima associazione dei project manager iscritta al registro MISE dal dicembre 2013. 
Dal dicembre 2018 è iscritta al registro MiSE anche ISIPM PROFESSIONI, associazione dei project manager e delle professioni assimilate in conformità alle norme UNI ISO di riferimento.  
Inoltre la presenza di una specifica norma UNI di riferimento permette il rilascio di una Certificazione "di terza parte", ovvero rilasciata da Organismi accreditati da Accredia, che attesti la conformità ai requisiti definiti nella medesima Norma UNI. Chi consegue tale Certificazione viene inserito in uno specifico registro e, in base agli accordi europei di mutuo riconoscimento, può richiedere l'inserimento in analoghi Registri degli altri paesi UE. 
Il 29 novembre 2016 è stata pubblicata dall'UNI (Ente nazionale italiano di unificazione) la norma UNI 11648:2016 "Attività professionali non regolamentate – Project Manager – Definizione dei requisiti di conoscenza, abilità e competenza”, successivamente sostituita dalla norma UNI 11648:2022 "Attività professionali non regolamentate - Project Manager - Requisiti di conoscenza, abilità, autonomia e responsabilità". Tale norma è prescrittiva e definisce le competenze e i requisiti relativi all'attività professionale del Project Manager, di equivalenti figure che gestiscono progetti.
Diversi organismi di certificazione accreditati da Accredia, tra i quali Aicq-Sicev, Cepas, e Aica,  hanno sviluppato schemi di certificazione per la figura del Project Manager al fine di rilasciare - dopo specifici esami - la Certificazione del Project Manager in conformità alla norma UNI 11648:2022.
Il possesso, da parte degli esaminandi, di credenziali di project management (quali ad es. PMP, IPMA, PRINCE2, ISIPM, ASSIREP-k) può permettere l’esonero da una parte dell’esame, solitamente quella relativa alla valutazione della conoscenza.